# Gemerská Ves
Gemerská Ves és un poble i municipi d'Eslovàquia que es troba a la regió de Banská Bystrica.

## Història
La primera menció escrita de la vila es remunta al 1266.

## Demografia
| Godina             | 1994 | 2004   | 2014   | 2024   |
| ------------------ | ---- | ------ | ------ | ------ |
| Nombre de persones | 879  | 963    | 962    | 992    |
| Diferència         |      | +9,55% | −0,10% | +3,11% |

| Godina             | 2023 | 2024   |
| ------------------ | ---- | ------ |
| Nombre de persones | 987  | 992    |
| Diferència         |      | +0,50% |